# Alain Poiré
Pour les articles homonymes, voir Poiré (homonymie).
Alain Poiré, né le 13 février 1917 à Paris et mort le 14 janvier 2000 à Neuilly-sur-Seine, est un producteur français.
Producteur historique de la Gaumont, il a permis la réalisation de nombreux succès du cinéma français, des années 1950 aux années 2000, tels que Les Tontons flingueurs, Fantomas, Oscar, La Folie des grandeurs, Le Grand Blond avec une chaussure noire, Mais où est donc passée la septième compagnie ?, Un éléphant ça trompe énormément, La Boum, La Chèvre, L'As des as, Jean de Florette ou encore Le Dîner de cons.

## Éléments biographiques
Alain Poiré est le petit-fils de Léon-Prosper Rénier, président de l'Agence Havas de 1924 à 1944. 
Détaché de l'agence Havas, Alain Poiré entre à la Société Nouvelle des Établissements Gaumont (SNEG, devenu simplement Gaumont en 1975) le 1er septembre 1938 en tant qu'adjoint du directeur général Jean Jay pour participer au sauvetage de la société alors en liquidation judiciaire. Pris par la passion du cinéma, le jeune licencié en droit ne voudra plus quitter la Gaumont jusqu'à son décès et contribuera à l'histoire du cinéma français depuis les années 1950.
Producteur à la Gaumont et directeur de Gaumont International, Alain Poiré a produit et distribué plus de 310 longs-métrages parmi lesquels on compte certains des plus grands succès du cinéma français.
Alain Poiré est le père du réalisateur Jean-Marie Poiré et des producteurs Philippe Poiré (créateur du Groupe Expand) et Patrice Poiré.
Alain Poiré est décédé peu après avoir produit son dernier film, Le Placard de Francis Veber. Il repose au cimetière de Jouars-Pontchartrain. Avec lui repose son fils Patrice, décédé en 1994, ainsi que son grand ami l'acteur Robert Dalban.
Son épouse Yvette meurt en 2019 à l'âge de 101 ans.

## Filmographie partielle

### Comme producteur
- 1942 : Le journal tombe à cinq heures de Georges Lacombe
- 1946 : Cœur de coq de Maurice Cloche
- 1948 : Les Casse-pieds de Jean Dréville
- 1950 : L'Invité du mardi, de Jacques Deval
- 1950 : La Poison, de Sacha Guitry
- 1951 : Caroline chérie, de Richard Pottier
- 1951 : La Belle Image, de Claude Heymann
- 1951 : La Vie chantée, de Noël-Noël
- 1951 : La Plus Belle Fille du monde, de Christian Stengel
- 1952 : Ouvert contre X, de Richard Pottier
- 1953 : Un caprice de Caroline chérie, de Jean-Devaivre
- 1953 : Capitaine Pantoufle, de Guy Lefranc
- 1954 : Le Défroqué, de Léo Joannon
- 1954 : Les Révoltés de Lomanach, de Richard Pottier
- 1954 : Escalier de service, de Carlo Rim
- 1955 : Le Fils de Caroline chérie, de Jean-Devaivre
- 1955 : Le Fil à la patte, de Guy Lefranc
- 1955 : Les Aristocrates, de Denys de La Patellière
- 1955 : Razzia sur la chnouf, d'Henri Decoin
- 1955 : Marguerite de la nuit, de Claude Autant-Lara
- 1955 : Les Carnets du Major Thompson, de Preston Sturges
- 1956 : Un condamné à mort s'est échappé (ou Le vent souffle où il veut), de Robert Bresson
- 1956 : Assassins et Voleurs de Sacha Guitry
- 1957 : Action immédiate, de Maurice Labro
- 1957 : Le rouge est mis, de Gilles Grangier
- 1957 : Les Aventures d'Arsène Lupin, de Jacques Becker
- 1957 : La Peau de l'ours, de Claude Boissol
- 1957 : Nathalie, de Christian-Jaque
- 1958 : Le Dos au mur, d'Édouard Molinaro
- 1958 : Et ta sœur, de Maurice Delbez
- 1958 : Le Miroir à deux faces, d'André Cayatte
- 1958 : Tant d'amour perdu, de Léo Joannon
- 1959 : Moana, de Raymond Lamy (documentaire)
- 1959 : Un témoin dans la ville, d'Édouard Molinaro
- 1959 : La Nuit des espions, de Robert Hossein
- 1959 : Signé Arsène Lupin, d'Yves Robert
- 1959 : La Verte Moisson, de François Villiers
- 1961 : Tendre et violente Élisabeth, de Henri Decoin
- 1962 : L'assassin est dans l'annuaire, de Léo Joannon
- 1963 : Méfiez-vous, mesdames, d'André Hunebelle
- 1963 : Jusqu'au bout du monde, de François Villiers
- 1963 : Carambolages, de Marcel Bluwal
- 1963 : Le Vice et la Vertu, de Roger Vadim
- 1963 : Les Tontons flingueurs, de Georges Lautner
- 1964 : Le Gentleman de Cocody, de Christian-Jaque
- 1964 : Cent mille dollars au soleil, de Henri Verneuil
- 1964 : Fantomas, d'André Hunebelle
- 1964 : Les Barbouzes, de Georges Lautner
- 1965 : Quand passent les faisans, d'Édouard Molinaro
- 1965 : Piège pour Cendrillon, d'André Cayatte
- 1965 : Fantomas se déchaîne, de André Hunebelle
- 1966 : Trois enfants… dans le désordre, de Léo Joannon
- 1966 : Le Grand Restaurant, de Jacques Besnard
- 1966 : Ne nous fâchons pas, de Georges Lautner
- 1967 : Un idiot à Paris, de Serge Korber
- 1967 : Fantomas contre Scotland Yard, d'André Hunebelle
- 1967 : Peau d'espion, d'Édouard Molinaro
- 1967 : Oscar, d'Édouard Molinaro
- 1967 : Les Risques du métier, d'André Cayatte
- 1967 : Le Fou du labo 4, de Jacques Besnard
- 1968 : Faut pas prendre les enfants du bon Dieu pour des canards sauvages, de Michel Audiard
- 1968 : Le Pacha, de Georges Lautner
- 1969 : Clérambard, d'Yves Robert
- 1969 : Le cri du cormoran le soir au-dessus des jonques, de Michel Audiard
- 1969 : Le Cerveau, de Gérard Oury
- 1969 : Hibernatus, d'Édouard Molinaro
- 1969 : Mon oncle Benjamin, de Édouard Molinaro
- 1970 : Elle boit pas, elle fume pas, elle drague pas, mais... elle cause !, de Michel Audiard
- 1970 : Le Distrait, de Pierre Richard
- 1970 : L'Homme orchestre, de Serge Korber
- 1971 : Les Mariés de l'an II, de Jean-Paul Rappeneau
- 1971 : Il était une fois un flic, de Georges Lautner
- 1971 : Boulevard du rhum, de Robert Enrico
- 1971 : La Folie des grandeurs, de Gérard Oury
- 1972 : Les Malheurs d'Alfred, de Pierre Richard
- 1972 : Le Grand Blond avec une chaussure noire, d'Yves Robert
- 1973 : La Valise, de Georges Lautner
- 1973 : Le Silencieux, de Claude Pinoteau
- 1973 : Mais où est donc passée la septième compagnie ?, de Robert Lamoureux
- 1973 : La Raison du plus fou de François Reichenbach
- 1973 : Quelques messieurs trop tranquilles, de Georges Lautner
- 1973 : Salut l'artiste, d'Yves Robert
- 1974 : Comment réussir… quand on est con et pleurnichard, de Michel Audiard
- 1974 : Comme un pot de fraises, de Jean Aurel
- 1974 : La Grande Paulette, de Gérald Calderon
- 1974 : La Gifle, de Claude Pinoteau
- 1974 : Le Retour du grand blond, d'Yves Robert
- 1975 : L'Agression, de Gérard Pirès
- 1975 : Pas de problème !, de Georges Lautner
- 1975 : Le Téléphone rose, d'Édouard Molinaro
- 1975 : Cousin, Cousine de Jean-Charles Tacchella
- 1975 : On a retrouvé la septième compagnie, de Robert Lamoureux
- 1976 : Le Pays bleu, de Jean-Charles Tacchella
- 1976 : On aura tout vu, de Georges Lautner
- 1976 : Oublie-moi, Mandoline, de Michel Wyn
- 1976 : Dracula père et fils, d'Édouard Molinaro
- 1976 : Un éléphant ça trompe énormément, d'Yves Robert
- 1977 : Le Maestro, de Claude Vital
- 1977 : Monsieur Papa, de Philippe Monnier
- 1977 : Gloria, de Claude Autant-Lara
- 1977 : La Septième Compagnie au clair de lune de Robert Lamoureux
- 1977 : Nous irons tous au paradis, d'Yves Robert
- 1978 : L'Hôtel de la plage, de Michel Lang
- 1978 : Les Petits Câlins, de Jean-Marie Poiré
- 1978 : La Carapate, de Gérard Oury
- 1979 : Le Temps des vacances, de Claude Vital
- 1979 : Coup de tête, de Jean-Jacques Annaud
- 1979 : Flic ou voyou, de Georges Lautner
- 1979 : Courage fuyons, d'Yves Robert
- 1980 : Retour en force, de Jean-Marie Poiré
- 1980 : Le Guignolo, de Georges Lautner
- 1980 : Le Coup du parapluie, de Gérard Oury
- 1980 : Une merveilleuse journée, de Claude Vital
- 1980 : La Boum, de Claude Pinoteau
- 1981 : Clara et les chics types, de Jacques Monnet
- 1981 : On n'est pas des anges... elles non plus, de Michel Lang
- 1981 : La Chèvre, de Francis Veber
- 1982 : Jamais avant le mariage, de Daniel Ceccaldi
- 1982 : Antonieta, de Carlos Saura
- 1982 : L'As des as, de Gérard Oury
- 1982 : La Boum 2, de Claude Pinoteau
- 1983 : L'Été de nos quinze ans, de Marcel Jullian
- 1983 : Équateur, de Serge Gainsbourg
- 1983 : Attention, une femme peut en cacher une autre !, de Georges Lautner
- 1984 : Les parents ne sont pas simples cette année, de Marcel Jullian
- 1984 : P'tit Con, de Gérard Lauzier
- 1984 : La Septième Cible, de Claude Pinoteau
- 1984 : Carmen, de Francesco Rosi
- 1986 : Jean de Florette, de Claude Berri
- 1986 : Je hais les acteurs, de Gérard Krawczyk
- 1986 : Twist again à Moscou, de Jean-Marie Poiré
- 1986 : Manon des sources, de Claude Berri
- 1987 : La Vie dissolue de Gérard Floque, de Georges Lautner
- 1987 : Lévy et Goliath, de Gérard Oury
- 1987 : Promis… juré !, de Jacques Monnet
- 1988 : L'Étudiante, de Claude Pinoteau
- 1989 : La Vouivre, de Georges Wilson
- 1989 : Roselyne et les Lions, de Jean-Jacques Beineix
- 1989 : L'Invité surprise, de Georges Lautner
- 1989 : Astérix et le Coup du menhir, de Philippe Grimond
- 1990 : La Gloire de mon père, d'Yves Robert
- 1990 : Le Château de ma mère, d'Yves Robert
- 1991 : Triplex, de Georges Lautner
- 1991 : La Neige et le Feu de Claude Pinoteau
- 1992 : Le Bal des casse-pieds, d'Yves Robert
- 1993 : Cuisine et dépendances, de Philippe Muyl
- 1993 : La Soif de l'or, de Gérard Oury
- 1994 : Cache cash, de Claude Pinoteau
- 1994 : Pourquoi maman est dans mon lit ?, de Patrick Malakian
- 1996 : Fantôme avec chauffeur, de Gérard Oury
- 1996 : Les Victimes, de Patrick Grandperret
- 1996 : Le Jaguar, de Francis Veber
- 1998 : Le Dîner de cons, de Francis Veber
- 1999 : Le Schpountz, de Gérard Oury
- 2000 : La Vache et le Président, de Philippe Muyl
- 2001 : Le Placard, de Francis Veber